# Buckel-Täubling
Der Buckel-Täubling (Russula caerulea, Syn.: Russula amara) ist ein Blätterpilz aus der Familie der Täublingsverwandten. Der mittelgroße Täubling hat einen dunkelvioletten bis purpurbraunen, deutlich gebuckelten Hut, ockergelbe Lamellen und ein ebenso gefärbtes Sporenpulver. Er schmeckt mild, hat aber eine bittere, bis zur Hälfte abziehbare Huthaut. Mikroskopisch ist der Täubling durch seine Primordialhyphen und das schwach zebrierte bis unterbrochen-netzige Sporenornament gekennzeichnet. Die Fruchtkörper des Mykorrhizapilzes erscheinen meist gesellig von Juli bis Oktober unter Kiefern auf sauren Sand- oder Silikatböden. Der verbreitete, aber nicht häufige, Täubling ist essbar, aber wenig schmackhaft.

## Merkmale
Der Hut ist 4–9 (12) cm breit, jung stumpfkegelig, bald ausgebreitet bis abgeflacht und später in der Mitte eingesenkt. Typisch ist der stets ausgeprägte, oft zitzenförmige Buckel. Die Oberfläche ist glatt, bisweilen auch etwas radial runzelig und von violett über schieferblau und purpurviolett bis braunviolett gefärbt. Bisweilen kann der Hut auch gelbbraun gefleckt sein. Die Hutmitte ist meist dunkler bis fast schwarzviolett gefärbt. Jung und bei feuchter Witterung ist die Huthaut etwas klebrig und stark glänzend, doch auch trocken hat sie immer noch einen seidigen Glanz. Sie lässt sich mindestens zu einem Drittel bis etwa zur Hälfte abziehen. Der Hutrand ist scharf und glatt, bisweilen auch schwach breitfurchig gerieft.
Die anfangs dicht gedrängten Lamellen sind jung weißlich bis cremegelb gefärbt. Bei Reife werden sie zunehmend ockergelb. Sie sind nicht oder sehr selten gegabelt und schmal bis schwach ausgebuchtet am Stiel angewachsen, ihre Schneiden sind glatt. Das Sporenpulver ist ockergelb (IV b nach Romagnesi).
Der zylindrische bis leicht keulige Stiel ist 5–8 cm lang und 1–2 (2,5) cm breit. Die Basis des anfangs vollen, aber schon bald markig-schwammigen Stiels ist an der Basis zugespitzt. Die Oberfläche ist netzig geadert und jung weiß und bereift. Später kann der Stiel besonders zur Basis hin gelbliche bis ockerliche Flecken bekommen.
Das Fleisch ist weiß, riecht schwach obstartig und schmeckt mild, die Huthaut ist aber deutlich bitterlich. Das Hutfleisch verfärbt sich mit Eisensulfat orange-rot und mit Guajak grün. Mit Sulfovanillin reagiert das Fleisch himbeerrot.

### Mikromerkmale
Die rundlichen bis elliptischen Sporen messen 7,0–9,2 × 5,9–8,0 µm. Der Q-Wert (Quotient aus Sporenlänge und -breite) ist 1,1–1,3. Das Sporenornament besteht aus zahlreichen, stacheligen Warzen, die oft durch feine Rippen mehr oder weniger deutlich miteinander verbunden sind, sodass es fast zebriert bis unterbrochen netzig erscheint. Die Warzen werden bis zu 1,3 µm hoch. Der Apiculus ist deutlich ausgebildet und mit 2 × 1,25–1,75 relativ lang. Auch der Hilarfleck ist ziemlich groß (3–3,75 µm) und ziemlich deutlich amyloid.
Die viersporigen, keuligen Basidien messen 35–55 × 10–13 µm. Neben den Basidien findet man im Hymenium zahlreiche Zystiden, die sich allesamt nicht oder nur schwach mit Sulfobenzaldehydreagenzien anfärben lassen.
Die Cheilozystiden sind spindelig, an der Spitze eingeschnürt oder tragen einen Fortsatz. Sie messen 50–85 × 6–9 µm, während die ähnlichen Pleurozystiden oben stumpf sind, spitz zulaufen oder eine kleine Spitze tragen und 43–115 µm lang und 6–14 ×µm breit werden.
Die Hutdeckschicht besteht aus schlanken, septierten und nach oben hin bisweilen etwas verjüngten, 2–3 µm breiten Haaren, die ein rot-violettes, anfangs gelöstes, später körniges Pigment enthalten. Daneben findet man die etwas breiteren (4–7 µm) Hyphenenden der Primordialhyphen, die teilweise verzweigt und locker mit säurefesten Kristallen besetzt sind. Pileozystiden kommen nicht vor.

## Ökologie
Der Buckel-Täubling ist wie alle Täublinge ein Mykorrhizapilz, er ist streng an Kiefern (Pinus), vor allem an die Waldkiefer (Pinus sylvestris), gebunden. Er bewohnt Wälder auf stark bis mäßig trockenen Untergründen, mit stark sauren, besonders mit Rohhumus- und Moderpaketen bedeckten Böden, die sandig und nährstoffarm sind. In Kalkgebieten kommt die Art nur auf tief abgesauerten Böden vor. Die Fruchtkörper erscheinen in Mitteleuropa von Juli bis Anfang November.

## Verbreitung

Europäische Länder mit Fundnachweisen des Buckel-Täublings.
Legende:
Länder mit Fundmeldungen
Länder ohne Nachweise
keine Daten
außereuropäische Länder

Der Buckel-Täubling ist in den gemäßigten Zonen Europas, Nordamerikas und Asiens verbreitet. In Deutschland ist er in der Mark Brandenburg besonders häufig. Im Jahr 1987 wurden erstmals kleine Bestände in Südafrika entdeckt, wahrscheinlich ist die Art dort eingeschleppt.

## Systematik
Die Art wurde 1801 von Christian Hendrik Persoon in seinem Werk Synopsis methodica fungorum als Agaricus caeruleus erstbeschrieben. Das Artepiphet caeruleus (lateinisch caeruleus = blau) ist von seiner Farbe abgeleitet. Im Jahr 1838 stellte Elias Magnus Fries sie in die Gattung Russula.

### Infragenerische Systematik
Der Buckel-Täubling ist ein Vertreter der Untersektion Integroidinae, einer Untersektion, die innerhalb der Sektion Lilaceae steht. Die Untersektion vereinigt mittelgroße Täublinge mit ocker- oder blass gelbem Sporenpulver, deren Fleisch graut oder schwärzt. Das Fleisch schmeckt mild, in den Lamellen aber bisweilen deutlich scharf. Die Huthautdeckschicht (Epicutis) enthält inkrustierte Primordialhyphen, aber keine Dermatozystiden.

## Nutzen
Der Buckel-Täubling ist essbar, aber wenig schmackhaft. Er wird daher im deutschsprachigen Raum meist nicht als Speisepilz angesehen. Die Ernährungs- und Landwirtschaftsorganisation (FAO) listet die Art dennoch als Speisepilz, der vor allem in der Ukraine konsumiert wird.